# УЕФА суперкуп 2006.
УЕФА суперкуп 2006. је било 31. издање годишњег УЕФА Суперкупа, фудбалске клупске утакмице коју спонзорише УЕФА у којој су се борили победник УЕФА Лиге шампиона и победник Купа УЕФА. Утакмица је одиграна на стадиону Луј II у Монаку дана 25. августа 2006. и наступила су два шпанска клуба: Барселона, која је освојила УЕФА Лигу шампиона 2005–06, против Севиље, која је освојила титулу Купа УЕФА 2005–06. Севиља је победила Барселону са 3-0 и додала свој први трофеј УЕФА Суперкупа свом првом Купу УЕФА.

## Позадина
По трећи пут да су два клуба из исте земље играла међусобно у УЕФА Суперкупу, после свеиталијанског издања 1990. и 1993. године. Барселона је гарантовала шесто присуство у утакмици Суперкупа УЕФА, након своје победничке кампање у УЕФА Лиги шампиона 2005-06, где је победила првог финалисте Арсенала са 2-1, на Стад де Франсу у Паризу. Њихова прва три присуства, 1979, 1982. и 1989. као победници Купа победника купова, резултирала су једнаким бројем пораза. Након што је 1992. освојила своју прву титулу у Купу Европе, Барселона је коначно освојила трофеј Суперкупа у свом четвртом покушају победивши Вердер Бремен укупним резултатом 3–2. Пет година касније, као носиоци Купа победника купова УЕФА 1997. победили су још један немачки клуб (Борусију Дортмунд) и додали други Суперкуп свом трофејном кабинету.
Шпанска Севиља је дебитовала у УЕФА Суперкупу освојивши титулу Купа УЕФА 2005/06 победом над Мидлзбром од 4:0 у финалу, у утакмици одржаном на стадиону Филипс у Ајндховену. Овај тријумф је остварен у шестом учешћу Севиље на турниру Купа УЕФА, након учешћа у издањима 1982–83, 1983–84, 1990–91, 1995–96 и 2004–05.
Пре УЕФА Суперкупа 2006, ова два клуба су се раније састала у европском такмичењу само једном. Било је то у трећем колу издања Купа УЕФА 1995–96 и резултирало је укупном победом Барселоне са 4–2.

## Утакмица

### Детаљи
| Барселона | 0–3      | Севиља                                      |
| --------- | -------- | ------------------------------------------- |
|           | Извештај | Ренато 7’ · Кануте 45’ · Мареска 89’ (пен.) |

| Барселона | Севиља |

| GK               | 1  | Виктор Валдес    |     |     |
| RB               | 2  | Жулијано Белети  |     |     |
| CB               | 4  | Рафаел Маркез    |     |     |
| CB               | 5  | Карлес Пујол (c) |     |     |
| LB               | 16 | Силвињо          | 47’ | 72’ |
| CM               | 20 | Деко             |     |     |
| CM               | 6  | Шави             |     | 57’ |
| CM               | 3  | Тијаго Мота      |     | 57’ |
| RW               | 19 | Лионел Меси      |     |     |
| LW               | 10 | Роналдињо        |     |     |
| CF               | 9  | Самјуел Ето      |     |     |
| Резервни играчи: |    |                  |     |     |
| GK               | 25 | Алберт Холкера   |     |     |
| DF               | 11 | Ђанлука Замброта |     |     |
| DF               | 21 | Лилијан Тирам    |     |     |
| DF               | 23 | Олегер Пресас    |     |     |
| MF               | 8  | Лидовик Жули     |     | 72’ |
| MF               | 24 | Андрес Инијеста  |     | 57’ |
| FW               | 7  | Ејдур Гвидјонсен |     | 57’ |
| Менаџер:         |    |                  |     |     |
| Франк Рајкард    |    |                  |     |     |

| GK               | 1  | Андрес Палоп             | 77’ |     |
| RB               | 4  | Дани лвес                | 54’ |     |
| CB               | 2  | Хави Наваро (c)          | 60’ |     |
| CB               | 14 | Жилијен Ескуде           | 85’ |     |
| LB               | 3  | Давид Кастедо            |     |     |
| RM               | 15 | Хесус Навас              |     | 75’ |
| CM               | 8  | Кристијан Поулсен        |     |     |
| CM               | 11 | Ренато Дирнеј Флоренсио  |     |     |
| LM               | 6  | Адријано Кореја          |     | 81’ |
| CF               | 12 | Фредерик Кануте          | 49’ |     |
| CF               | 10 | Луис Фабијано            |     | 46’ |
| Резервни играчи: |    |                          |     |     |
| GK               | 13 | Давид Кобењо             |     |     |
| DF               | 19 | Ивица Драгутиновић       |     |     |
| DF               | 24 | Андреас Хинкел           |     |     |
| MF               | 16 | Антонио Пуерта           |     | 81’ |
| MF               | 18 | Хосе Луис Марти          |     | 46’ |
| MF               | 25 | Енцо Мареска             | 90’ | 75’ |
| FW               | 7  | Ернесто Хавијер Чевантон |     |     |
| Менаџер:         |    |                          |     |     |
| Хуанде Рамос     |    |                          |     |     |

| Играч утакмице: Дани Алвес (Севиља) Помоћне судије: Марко Ивалди ([[Италија]]) Алесандро Грисели(Италија) Четврти судија: Матео Трефолони (Италија) | Правила утакмице - Игра се 90 минута - У случају нерешеног играју се продужици 30 минута до златног гола ако је потребно - Приступа се извођењу једанаестераца ако је резултати и даље изједначен - Седам именованих замена, од којих се могу користити до три |